# Stará Komora

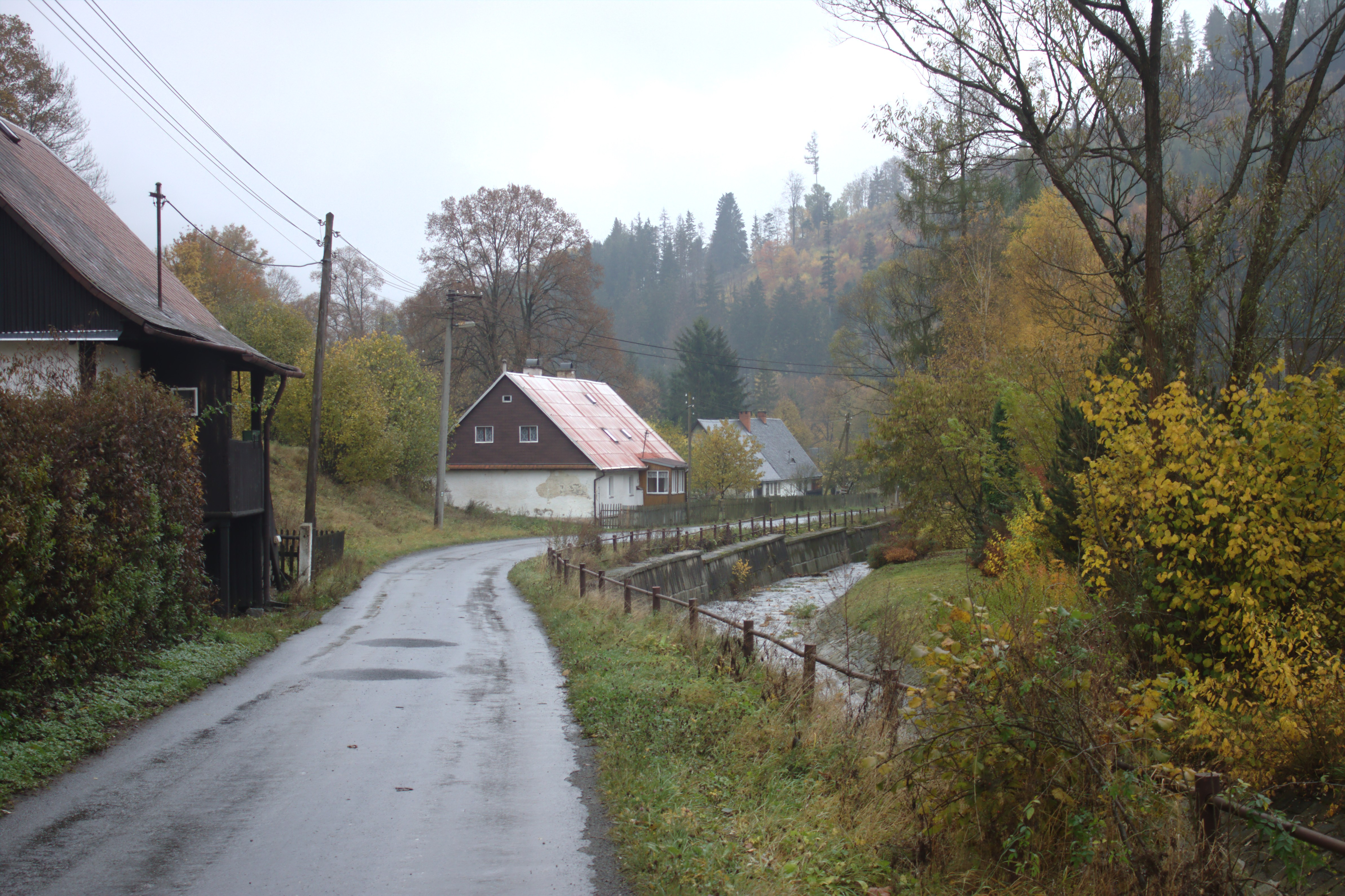
Chaluppen im Tal des Komorský potok

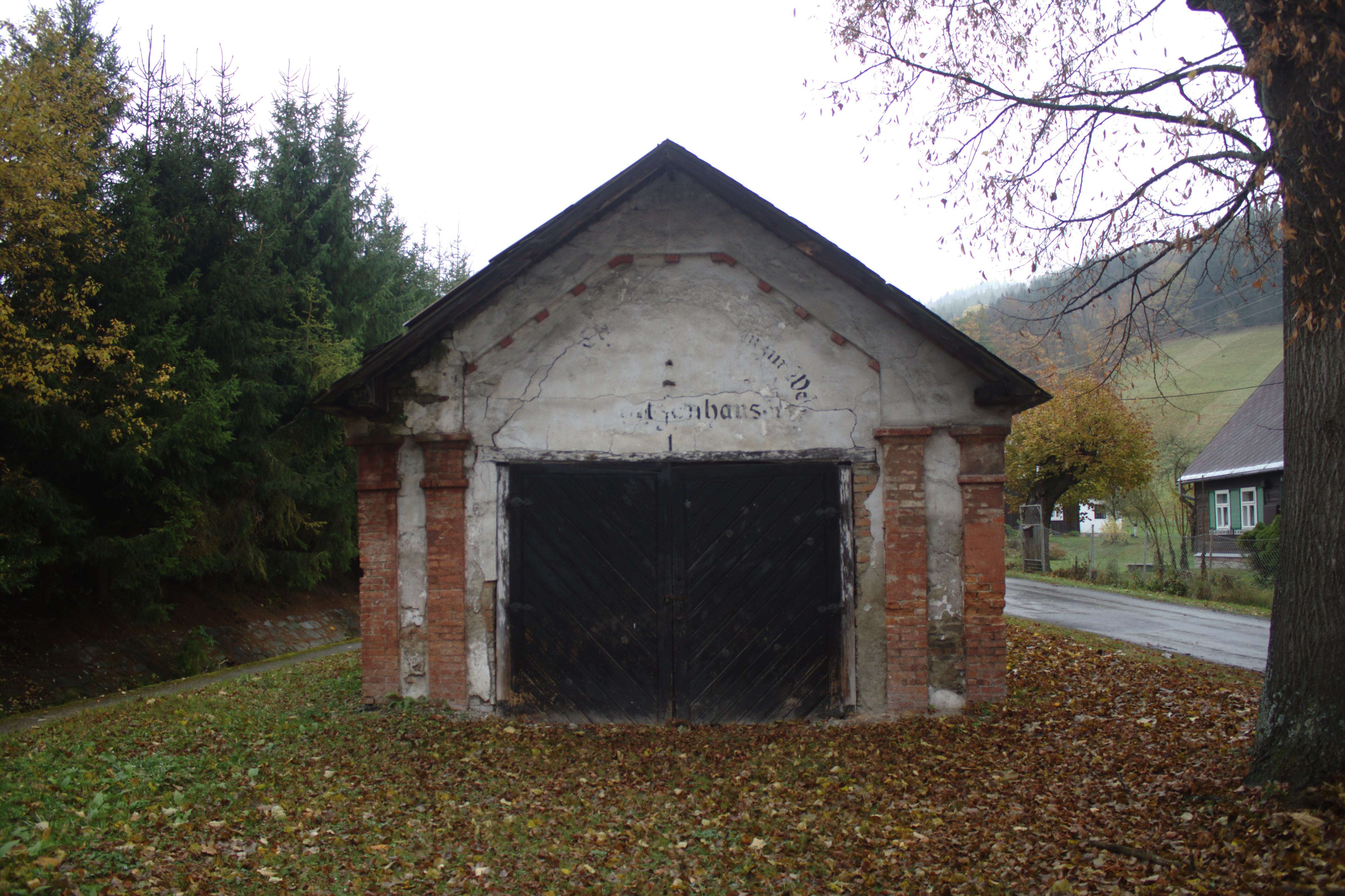
Ehemaliges Spritzenhaus

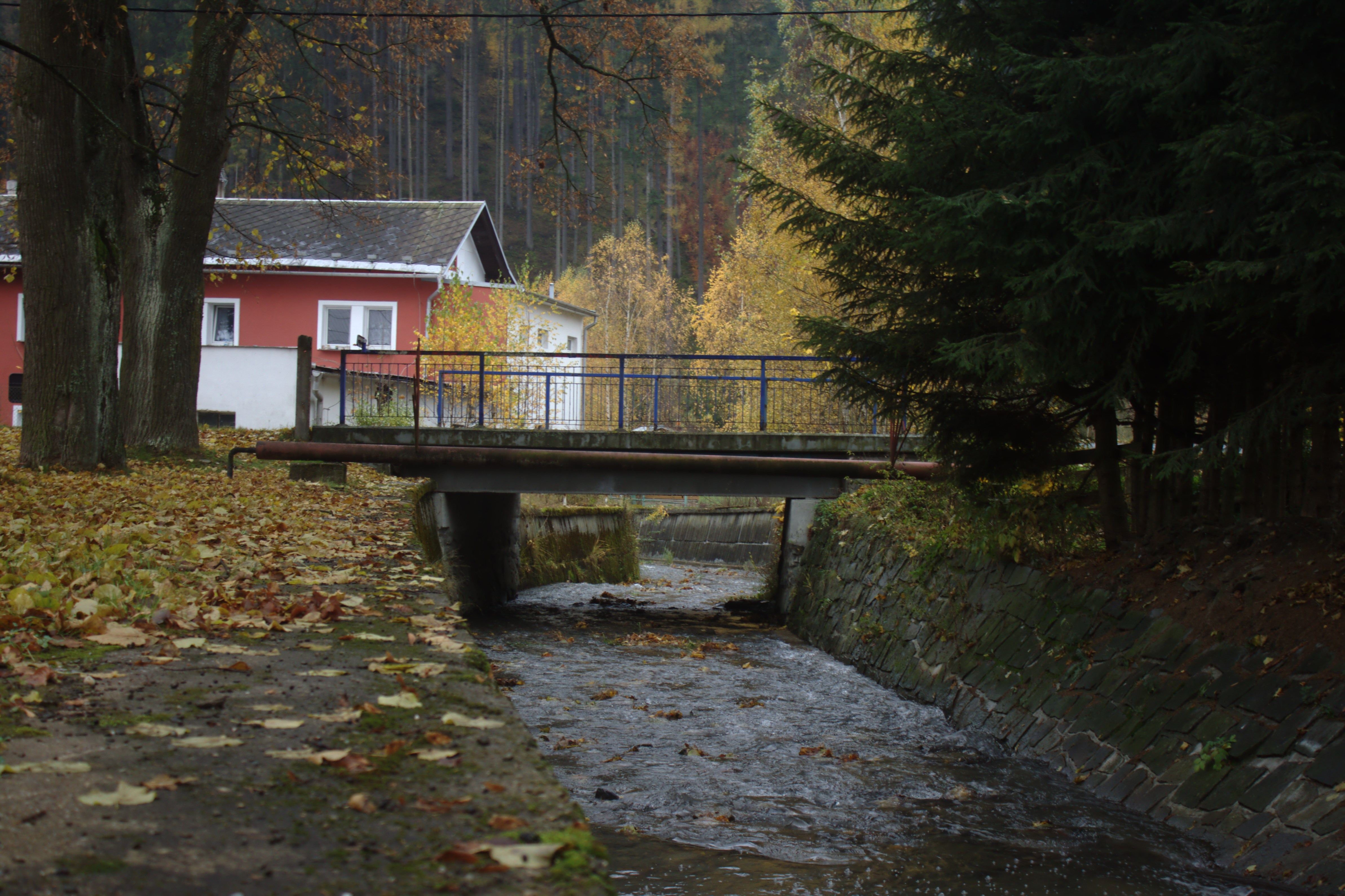
Brücke über den Komorský potok

Stará Komora (deutsch Alt-Kammer, früher Altkammer) ist eine zum Ortsteil Komora (Kammer) gehörige Ansiedlung der Gemeinde Holčovice (Hillersdorf) in Tschechien. Sie liegt sieben Kilometer westlich von Město Albrechtice (Olbersdorf) und gehört zum Okres Bruntál.

## Geographie
Stará Komora wurde als Waldhufendorf mit einseitiger Hufenflur angelegt und erstreckt sich in der zur Zlatohorská vrchovina (Zuckmanteler Bergland) gehörigen Hynčická hornatina (Heinzendorfer Hochland) linksseitig der Opavice (Goldoppa) zwischen Spálené (Kuttelberg) und Dolní Holčovice (Nieder Hillersdorf) sowie im unteren Tal des Komorský potok (Kammerbach). Nördlich erhebt sich der Komorský vrch (738 m. n.m.), im Osten der Na Skále (Steinbuxe, 696 m. n.m.), südlich der Horní Holčovice (722 m. n.m.) und die Osička (735 m. n.m.), im Westen der Na Spáleném (794 m. n.m.) und der Smrčník (790 m. n.m.) sowie nordwestlich der Kopčisko (662 m. n.m.). Der Ort wird von der Staatsstraße II/453 zwischen Heřmanovice (Hermannstadt) und Město Albrechtice tangiert.
Nachbarorte sind Nová Dlouhá Voda (Neu Langwasser) und Stará Dlouhá Voda (Alt Langwasser) im Norden, Hynčice (Heinzendorf) im Nordosten, Hejnov (Heindorf) im Osten, Dolní Holčovice (Nieder Hillersdorf) im Südosten, Horní Holčovice (Ober Hillersdorf) im Süden, Spálené und Ptáčník (Vogelgesang) im Westen sowie Nová Komora (Neu-Kammer) im Nordwesten.

## Geschichte
Das Dorf Kammer wurde am 21. Januar 1592 durch den Erbherrn der schlesischen Güter Olbersdorf und Klein Petrowitz, Bartholomäus von Schlewitz (Bartoloměj ze Šlevic) gegründet. Der Landrichter des Herzogtums Jägerndorf erteilte zusammen mit seiner Frau Elisabeth Sup von Füllstein 14 seiner Untertanen die Erlaubnis, am Bach Kammer unweit der Grenze zu Hillersdorf ein neues Dorf anzulegen. Im 1602 vom Herrschaftlich Olbersdorfer Beamten und Landschreiber des Herzogtums Jägerndorf, Hans Neumann von Rieglitz und Löwenstein, erstellten Musterungsverzeichnis (mustruňk) sind für Camersdorff 20 Gärtner aufgeführt, deren Bewaffnung aus 19 Spießen und einem Gewehr bestand. Nach dem im 17. Jahrhundert oberhalb von Kammer das Dorf Neu Kammer entstanden war, erhielt das ältere Dorf den Namenszusatz „Alt“. Im 1689 anlegten Urbar der Herrschaft Olbersdorf sind für Alt Kammer 27 Anwesen aufgeführt. Dem Karolinischen Kataster ist zu entnehmen, dass Alt Kammer in den 1730er Jahren aus 26 Gärtnern und 14 Häuslern bestand.
Im Jahre 1835 standen in Alt-Kammer 53 hölzerne Häuser mit 356 deutschsprachigen und katholischen Einwohnern. Da die geringen Erträge aus der Landwirtschaft nicht zum Lebensunterhalt ausreichten, stellten die Bewohner zudem hölzerne Geräte für die Haus- und Feldwirtschaft her. Die Nutzfläche umfasste 142 Joch Trieschfelder, 139 Joch Hutweiden, 32 Joch Wald, 30 Joch Ackerland und fünf Joch Wiesen. Pfarr- und Schulort war Hillersdorf.  Zu dieser Zeit wurde die Bezirksstraße von Olbersdorf entlang der Goldoppa nach Hermannstadt gebaut. Bis zur Mitte des 19. Jahrhunderts blieb Alt-Kammer der Minder-Standesherrschaft Olbersdorf untertänig.
Nach der Aufhebung der Patrimonialherrschaften bildete Alt-Kammer / Stará Komora ab 1849 einen Ortsteil der Gemeinde Heindorf im Gerichtsbezirk Olbersdorf. Im Jahre 1866 entstand die Gemeinde Kammer. Ab 1869 gehörte Alt-Kammer zum Bezirk Jägerndorf. Zu dieser Zeit hatte das Dorf 461 Einwohner und bestand aus 59 Häusern. Im Jahre 1900 lebten in Altkammer 339 Personen, 1910 waren es 303. Nach dem Ende des Ersten Weltkrieges 1918 wurde Altkammer Teil der neugegründeten Tschechoslowakei. Beim Zensus von 1921 lebten in den 64 Häusern von Alt-Kammer 297 Personen, darunter 293 Deutsche.
Im Jahre 1930 bestand Alt-Kammer 65 Häusern und hatte 310 Einwohner. Nach dem Münchner Abkommen wurde das Dorf im Herbst 1938 dem Deutschen Reich zugesprochen und gehörte bis 1945 zum Landkreis Jägerndorf. Nach dem Ende des Zweiten Weltkrieges 1945 kam Stará Komora zur Tschechoslowakei zurück. Die deutschsprachige Bevölkerung wurde in dieser Zeit größtenteils vertrieben. 1950 lebten in den 48 Häusern von Stará Komora nur noch 87 Personen. Im selben Jahr erfolgte die Eingemeindung nach Holčovice, damit verlor Stará Komora auch seinen Status als Ortsteil. Mit Beginn des Jahres 1961 wurde das Dorf in den Okres Bruntál umgegliedert; zu dieser Zeit lebten 192 Personen in Stará Komora. Im Jahre 1970 hatte Stará Komora 98 Einwohner. 1991 bestand das Dorf aus 27 Wohnhäusern und hatte 74 Einwohner. Beim Zensus von 2011 lebten in den 57 Häusern von Stará Komora 61 Personen.

## Ortsgliederung
Stará Komora gehört zum Ortsteil Komora und ist auch Teil des gleichnamigen Katastralbezirks.

## Sehenswürdigkeiten
- Chaluppe Nr. 13, am Komorský potok. Der eingeschossige Fachwerk- und Ziegelbau mit Veranda und Steinfundament stammt aus dem Ende des 18. Jahrhunderts. Die beiden Keller bestehen aus in den Fels gehauenen Tonnengewölben.
- Chaluppe Nr. 52, am Komorský potok. Der gezimmerte Bau mit Wohndachboden auf Steinfundament entstand um 1800. Die Giebel und der Schornstein wurden 1864 mit Schiefer verkleidet.